# Gubernatorzy stanów i terytoriów Stanów Zjednoczonych
Mayor Bowser Sworn in for Historic Third Term, Delivers Third Inaugural Address [online], Government of the District od Colombia, 2 stycznia 2023 [dostęp 2024-01-03] (ang.).
Gubernatorzy stanów i terytoriów są najwyższymi urzędnikami władzy wykonawczej w stanach i terytoriach Stanów Zjednoczonych. Tytuł gubernatora został przejęty z brytyjskiej administracji kolonialnej, działającej w koloniach północnoamerykańskich przed powstaniem niepodległego państwa amerykańskiego.
Każdy gubernator jest wybierany w wyborach powszechnych. Jedna pełna kadencja gubernatora wynosi 4 lata we wszystkich stanach i terytoriach z wyjątkiem New Hampshire i Vermont, gdzie kadencja trwa 2 lata. W niektórych stanach istnieją ograniczenia dotyczące liczby kadencji przypadających na gubernatora, a także liczby kolejnych kadencji następujących bezpośrednio po sobie. W Nowym Jorku kadencja gubernatora zaczyna się 1 stycznia, a kończy 31 grudnia.

## Gubernatorzy stanów
| Stan                | Zdjęcie | Gubernator                        | Data objęcia urzędu   | Ustawowy rok końca kadencji | Kadencja | Początek aktualnej kadencji | Partia | Partia               | Poprzedni gubernatorowie |
| ------------------- | ------- | --------------------------------- | --------------------- | --------------------------- | -------- | --------------------------- | ------ | -------------------- | ------------------------ |
| Alabama             |         | Kay Ivey (ur. 1944)               | 10 kwietnia 2017(dts) | 2027 (limit kadencji)       | 3        | 16 stycznia 2023(dts)       |        | Partia Republikańska | Lista                    |
| Alaska              |         | Mike Dunleavy (ur. 1961)          | 3 grudnia 2018(dts)   | 2026 (limit kadencji)       | 2        | 5 grudnia 2022(dts)         |        | Partia Republikańska | Lista                    |
| Arizona             |         | Katie Hobbs (ur. 1969)            | 2 stycznia 2023(dts)  | 2027                        | 1        | 2 stycznia 2022(dts)        |        | Partia Demokratyczna | Lista                    |
| Arkansas            |         | Sarah Huckabee Sanders (ur. 1982) | 10 stycznia 2023(dts) | 2027                        | 1        | 10 stycznia 2023(dts)       |        | Partia Republikańska | Lista                    |
| Connecticut         |         | Ned Lamont (ur. 1954)             | 9 stycznia 2019(dts)  | 2027                        | 2        | 4 stycznia 2023(dts)        |        | Partia Demokratyczna | Lista                    |
| Dakota Południowa   |         | Kristi Noem (ur. 1971)            | 5 stycznia 2019(dts)  | 2027 (limit kadencji)       | 2        | 7 stycznia 2023(dts)        |        | Partia Republikańska | Lista                    |
| Dakota Północna     |         | Kelly Armstrong (ur. 1976)        | 15 grudnia 2024(dts)  | 2028                        | 1        | 15 grudnia 2024(dts)        |        | Partia Republikańska | Lista                    |
| Delaware            |         | Matt Meyer (ur. 1971)             | 21 stycznia 2025(dts) | 2029                        | 1        | 21 stycznia 2025(dts)       |        | Partia Demokratyczna | Lista                    |
| Floryda             |         | Ron DeSantis (ur. 1978)           | 8 stycznia 2019(dts)  | 2027 (limit kadencji)       | 2        | 3 stycznia 2023(dts)        |        | Partia Republikańska | Lista                    |
| Georgia             |         | Brian Kemp (ur. 1963)             | 14 stycznia 2019(dts) | 2027 (limit kadencji)       | 2        | 9 stycznia 2023(dts)        |        | Partia Republikańska | Lista                    |
| Hawaje              |         | Josh Green (ur. 1970)             | 5 grudnia 2022(dts)   | 2026                        | 1        | 5 grudnia 2022(dts)         |        | Partia Demokratyczna | Lista                    |
| Idaho               |         | Brad Little (ur. 1954)            | 7 stycznia 2019(dts)  | 2027                        | 2        | 6 stycznia 2023(dts)        |        | Partia Republikańska | Lista                    |
| Illinois            |         | JB Pritzker (ur. 1965)            | 14 stycznia 2019(dts) | 2027                        | 2        | 9 stycznia 2023(dts)        |        | Partia Demokratyczna | Lista                    |
| Indiana             |         | Mike Braun (ur. 1954)             | 13 stycznia 2025(dts) | 2029                        | 1        | 13 stycznia 2025(dts)       |        | Partia Republikańska | Lista                    |
| Iowa                |         | Kim Reynolds (ur. 1959)           | 24 maja 2017(dts)     | 2027                        | 3        | 13 stycznia 2023(dts)       |        | Partia Republikańska | Lista                    |
| Kalifornia          |         | Gavin Newsom (ur. 1967)           | 7 stycznia 2019(dts)  | 2027 (limit kadencji)       | 2        | 6 stycznia 2023(dts)        |        | Partia Demokratyczna | Lista                    |
| Kansas              |         | Laura Kelly (ur. 1950)            | 14 stycznia 2019(dts) | 2027 (limit kadencji)       | 2        | 9 stycznia 2023(dts)        |        | Partia Demokratyczna | Lista                    |
| Karolina Południowa |         | Henry McMaster (ur. 1947)         | 24 stycznia 2017(dts) | 2027 (limit kadencji)       | 3        | 11 stycznia 2023(dts)       |        | Partia Republikańska | Lista                    |
| Karolina Północna   |         | Josh Stein (ur. 1966)             | 1 stycznia 2025(dts)  | 2029                        | 1        | 1 stycznia 2025(dts)        |        | Partia Demokratyczna | Lista                    |
| Kentucky            |         | Andy Beshear (ur. 1977)           | 10 grudnia 2019(dts)  | 2027 (limit kadencji)       | 2        | 11 grudnia 2023(dts)        |        | Partia Demokratyczna | Lista                    |
| Kolorado            |         | Jared Polis (ur. 1975)            | 8 stycznia 2019(dts)  | 2027 (limit kadencji)       | 2        | 10 stycznia 2023(dts)       |        | Partia Demokratyczna | Lista                    |
| Luizjana            |         | Jeff Landry (ur. 1970)            | 8 stycznia 2024(dts)  | 2028                        | 1        | 8 stycznia 2024(dts)        |        | Partia Republikańska | Lista                    |
| Maine               |         | Janet Mills (ur. 1947)            | 2 stycznia 2019(dts)  | 2027 (limit kadencji)       | 2        | 4 stycznia 2023(dts)        |        | Partia Demokratyczna | Lista                    |
| Maryland            |         | Wes Moore (ur. 1978)              | 18 stycznia 2023(dts) | 2027                        | 1        | 18 stycznia 2023(dts)       |        | Partia Demokratyczna | Lista                    |
| Massachusetts       |         | Maura Healey (ur. 1971)           | 5 stycznia 2023(dts)  | 2027                        | 1        | 5 stycznia 2023(dts)        |        | Partia Demokratyczna | Lista                    |
| Michigan            |         | Gretchen Whitmer (ur. 1971)       | 1 stycznia 2019(dts)  | 2027 (limit kadencji)       | 2        | 1 stycznia 2023(dts)        |        | Partia Demokratyczna | Lista                    |
| Minnesota           |         | Tim Walz (ur. 1964)               | 7 stycznia 2019(dts)  | 2027                        | 2        | 2 stycznia 2023(dts)        |        | Partia Demokratyczna | Lista                    |
| Missisipi           |         | Tate Reeves (ur. 1974)            | 14 stycznia 2020(dts) | 2028 (limit kadencji)       | 1        | 14 stycznia 2020(dts)       |        | Partia Republikańska | Lista                    |
| Missouri            |         | Mike Kehoe (ur. 1962)             | 13 stycznia 2025(dts) | 2029                        | 1        | 13 stycznia 2025(dts)       |        | Partia Republikańska | Lista                    |
| Montana             |         | Greg Gianforte (ur. 1961)         | 4 stycznia 2021(dts)  | 2029 (limit kadencji)       | 2        | 6 stycznia 2025(dts)        |        | Partia Republikańska | Lista                    |
| Nebraska            |         | Jim Pillen (ur. 1955)             | 5 stycznia 2023(dts)  | 2027                        | 1        | 5 stycznia 2023(dts)        |        | Partia Republikańska | Lista                    |
| Nevada              |         | Joe Lombardo (ur. 1962)           | 2 stycznia 2023(dts)  | 2027                        | 1        | 2 stycznia 2023(dts)        |        | Partia Republikańska | Lista                    |
| New Hampshire       |         | Kelly Ayotte (ur. 1968)           | 9 stycznia 2025(dts)  | 2029                        | 1        | 9 stycznia 2025(dts)        |        | Partia Republikańska | Lista                    |
| New Jersey          |         | Phil Murphy (ur. 1957)            | 16 stycznia 2018(dts) | 2026 (limit kadencji)       | 2        | 18 stycznia 2022(dts)       |        | Partia Demokratyczna | Lista                    |
| Nowy Jork           |         | Kathy Hochul (ur. 1958)           | 24 sierpnia 2021(dts) | 2026                        | 2        | 1 stycznia 2023(dts)        |        | Partia Demokratyczna | Lista                    |
| Nowy Meksyk         |         | Michelle Lujan Grisham (ur. 1959) | 1 stycznia 2019(dts)  | 2027 (limit kadencji)       | 2        | 1 stycznia 2023(dts)        |        | Partia Demokratyczna | Lista                    |
| Ohio                |         | Mike DeWine (ur. 1947)            | 14 stycznia 2019(dts) | 2027 (limit kadencji)       | 2        | 8 stycznia 2023(dts)        |        | Partia Republikańska | Lista                    |
| Oklahoma            |         | Kevin Stitt (ur. 1972)            | 14 stycznia 2019(dts) | 2027 (limit kadencji)       | 2        | 9 stycznia 2023(dts)        |        | Partia Republikańska | Lista                    |
| Oregon              |         | Tina Kotek (ur. 1966)             | 9 stycznia 2023(dts)  | 2027                        | 1        | 18 lutego 2023(dts)         |        | Partia Demokratyczna | Lista                    |
| Pensylwania         |         | Josh Shapiro (ur. 1973)           | 17 stycznia 2023(dts) | 2027                        | 1        | 17 stycznia 2023(dts)       |        | Partia Demokratyczna | Lista                    |
| Rhode Island        |         | Dan McKee (ur. 1951)              | 2 marca 2021(dts)     | 2027                        | 2        | 3 stycznia 2023(dts)        |        | Partia Demokratyczna | Lista                    |
| Teksas              |         | Greg Abbott (ur. 1957)            | 20 stycznia 2015(dts) | 2027                        | 3        | 17 stycznia 2023(dts)       |        | Partia Republikańska | Lista                    |
| Tennessee           |         | Bill Lee (ur. 1959)               | 19 stycznia 2019(dts) | 2027                        | 2        | 21 stycznia 2023(dts)       |        | Partia Republikańska | Lista                    |
| Utah                |         | Spencer Cox (ur. 1975)            | 4 stycznia 2021(dts)  | 2029                        | 2        | 4 stycznia 2025(dts)        |        | Partia Republikańska | Lista                    |
| Vermont             |         | Phil Scott (ur. 1958)             | 5 stycznia 2017(dts)  | 2027                        | 5        | 5 stycznia 2025(dts)        |        | Partia Republikańska | Lista                    |
| Waszyngton          |         | Bob Ferguson (ur. 1965)           | 15 stycznia 2025(dts) | 2029                        | 1        | 15 stycznia 2025(dts)       |        | Partia Demokratyczna | Lista                    |
| Wirginia            |         | Glenn Youngkin (ur. 1966)         | 15 stycznia 2022(dts) | 2026                        | 1        | 15 stycznia 2022(dts)       |        | Partia Republikańska | Lista                    |
| Wirginia Zachodnia  |         | Patrick Morrisey (ur. 1967)       | 13 stycznia 2025(dts) | 2029                        | 1        | 13 stycznia 2025(dts)       |        | Partia Republikańska | Lista                    |
| Wisconsin           |         | Tony Evers (ur. 1951)             | 7 stycznia 2019(dts)  | 2027                        | 2        | 13 stycznia 2023(dts)       |        | Partia Demokratyczna | Lista                    |
| Wyoming             |         | Mark Gordon (ur. 1957)            | 7 stycznia 2019(dts)  | 2027                        | 2        | 2 stycznia 2023(dts)        |        | Partia Republikańska | Lista                    |

## Gubernatorzy terytoriów zależnych
| Stan                                 | Zdjęcie | Gubernator                          | Data objęcia urzędu  | Ustawowy rok końca kadencji | Kadencja | Początek aktualnej kadencji | Partia | Partia                          | Poprzedni gubernatorowie |
| ------------------------------------ | ------- | ----------------------------------- | -------------------- | --------------------------- | -------- | --------------------------- | ------ | ------------------------------- | ------------------------ |
| Guam                                 |         | Lou Leon Guerrero (ur. 1950)        | 7 stycznia 2019(dts) | 2027 (limit kadencji)       | 2        | 2 stycznia 2023(dts)        |        | Partia Demokratyczna            | Lista                    |
| Mariany Północne                     |         | Arnold Palacios (ur. 1955)          | 9 stycznia 2023(dts) | 2027                        | 1        | 9 stycznia 2023(dts)        |        | Partia Republikańska            | Lista                    |
| Portoryko                            |         | Jenniffer González-Colón (ur. 1976) | 2 stycznia 2025(dts) | 2029                        | 1        | 2 stycznia 2025(dts)        |        | Nowa Postępowa Partia Portoryko | Lista                    |
| Samoa Amerykańskie                   |         | Pula Nikolao Pula (ur. 1955)        | 3 stycznia 2025(dts) | 2029                        | 1        | 3 stycznia 2025(dts)        |        | Partia Republikańska            | Lista                    |
| Wyspy Dziewicze Stanów Zjednoczonych |         | Albert Bryan (ur. 1968)             | 7 stycznia 2019(dts) | 2027 (limit kadencji)       | 2        | 2 stycznia 2023(dts)        |        | Partia Demokratyczna            | Lista                    |

## Burmistrz Waszyngtonu
Dystrykt Kolumbii jest regionem funkcjonującym na prawach stanu, hrabstwa i miasta. Jego granice pokrywają się z granicami miasta Waszyngton. Zarządcą Dystryktu Kolumbii jest burmistrz Waszyngtonu.
| Miasto            | Zdjęcie | Burmistrz                | Data objęcia urzędu  | Ustawowy rok końca kadencji | Kadencja | Początek aktualnej kadencji | Partia | Partia               | Poprzedni burmistrzowie |
| ----------------- | ------- | ------------------------ | -------------------- | --------------------------- | -------- | --------------------------- | ------ | -------------------- | ----------------------- |
| Dystrykt Kolumbia |         | Muriel Bowser (ur. 1972) | 2 stycznia 2015(dts) | 2027                        | 3        | 2 stycznia 2023(dts)        |        | Partia Demokratyczna | Lista                   |